# Theroscopus trochanteratus
Theroscopus trochanteratus är en stekelart som först beskrevs av Thomson 1884.  Theroscopus trochanteratus ingår i släktet Theroscopus och familjen brokparasitsteklar. Inga underarter finns listade i Catalogue of Life.